# Inoviridae
Inoviridae és una família de virus bacteriòfags filamentosos que fan uns 6 nm de diàmetre i uns 1.000-2.000 nm de llargada.
Inclou els gèneres:
- Inovirus; espècie tipus: fag M13
- Plectrovirus; espècie tipus: fag MV-L51